# حمص أسود
حمص أسود (الاسم العلمي: Cicer nigrum) هي نوع نباتي يتبع جنس الحمص من فصيلة البقولية. تشيع زراعة واستهلاك الحمص الأسود في الهند حيث يستخدم لتحضير طبق شعبي يسمى كالا شانا (بالإنجليزية: Kala Chana)